# Prendre femme
Série
Les Sept Jours
(2008)
Pour plus de détails, voir Fiche technique et Distribution.
Prendre femme est un film franco-israélien réalisé par Shlomi Elkabetz et Ronit Elkabetz, sorti le 26 janvier 2005 en France.
Il ouvre une trilogie, continuée avec Les Sept jours (2008) et refermée avec Gett, le procès de Viviane Amsalem (2014).
Les performances d'acteurs de Ronit Elkabetz et Simon Abkarian leur ont valu plusieurs prix et nominations.

## Synopsis
Israël, juin 1979. Viviane ne cesse de se disputer avec son mari Eliahou, un homme taciturne et souvent absent, très à cheval sur les traditions. Viviane étouffe dans cette existence désargentée, entre ses fils ingérables et son travail de coiffeuse à domicile. Épuisée, à bout de nerfs, Viviane rêve de tout plaquer et de s'enfuir…
Or, un beau matin, Albert, un homme qu'elle a jadis aimé, lui téléphone, avec le souhait de la revoir et de vivre une nouvelle aventure.

## Fiche technique
- Titre : Prendre femme
- Titre original : Ve'Lakhta Lehe Isha
- Réalisation : Shlomi Elkabetz, Ronit Elkabetz
- Scénario : Shlomi Elkabetz, Ronit Elkabetz
- Musique : Michel Korb
- Photographie : Yaron Scharf
- Montage : Joelle Alexis
- Son : Yohai Moshe
- Bruitage : Jonathan Liebling
- Production : Éric Cohen, Jean-Philippe Reza, Marek Rozenbaum, Itai Tamir
- Société de production : Zanagar Films, Transfax Film Productions
- Société de distribution : Sophie Dulac Distribution
- Pays d'origine :  Israël  France
- Langues originales : français, hébreu, arabe
- Format : couleur
- Genre : drame, romance
- Durée : 97 minutes
- Dates de sortie :
  - Israël : mars 2004
  - France : 26 janvier 2005

## Distribution
- Ronit Elkabetz : Viviane
- Simon Abkarian : Eliahou
- Gilbert Melki : Albert
- Sulika Kadosh : Hanina Ohayon

## Distinctions

### Récompenses
- 2005 : Prix FIPRESCI pour Ronit et Shlomi Elkabetz, au Festival international du film de femmes d'Ankara.
- 2005 : Prix de la meilleure actrice pour Ronit Elkabetz et Prix du meilleur acteur pour Simon Abkarian, au Festival international du film d'amour de Mons.
- 2004 : Prix du public (semaine de la critique) et Prix Isvema pour Ronit et Shlomi Elkabetz, à la Mostra de Venise.
- 2004 : Prix de la critique (mention spéciale) pour Ronit et Shlomi Elkabetz, au Festival du film de Hambourg.
- 2004 : Prix du meilleur acteur pour Simon Abkarian, au Festival international du film de Thessalonique.

### Nominations et sélections
- 2005 : catégorie « Grand Prix » pour Ronit et Shlomi Elkabetz, au Festival international de films de Fribourg.
- 2004 : catégorie « meilleure actrice » pour Ronit Elkabetz, aux Ophirs du cinéma.
- 2004 : catégorie « Alexandre d'Or » pour Ronit et Shlomi Elkabetz, au Festival international du film de Thessalonique.